# Camondo (Familie)

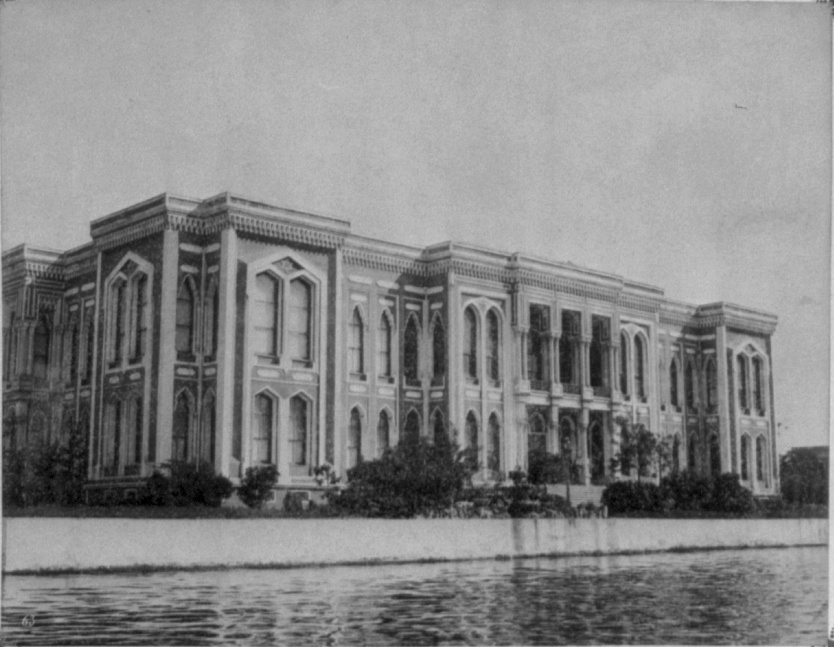
Das Herrenhaus der Familie Camondo am Goldenen Horn, das sich im Kasımpaşa-Viertel westlich von Galata (dem heutigen Karaköy) befindet, war im Volksmund als Camondo-Palast (Kamondo Sarayı) bekannt. Später wurde er zum Hauptsitz des Marineministeriums (Bahriye Nezareti) während der späten osmanischen Zeit und wird derzeit von der türkischen Marine als Hauptsitz des Kommandos für das nördliche Seegebiet (Kuzey Deniz Saha Komutanlığı) genutzt

Die Camondo waren eine aus Spanien vertriebene Familie sephardischen Juden, die Bankgeschäfte vor allem in Konstantinopel/Istanbul, Italien und Paris. Mehrere Mitglieder der Familie waren auch Sammler und vermachten ihre Sammlungen dem französischen Staat. Die Familie starb 1935 in männlicher Linie aus, die letzte Angehörige wurde 1945 im KZ Auschwitz ermordet.

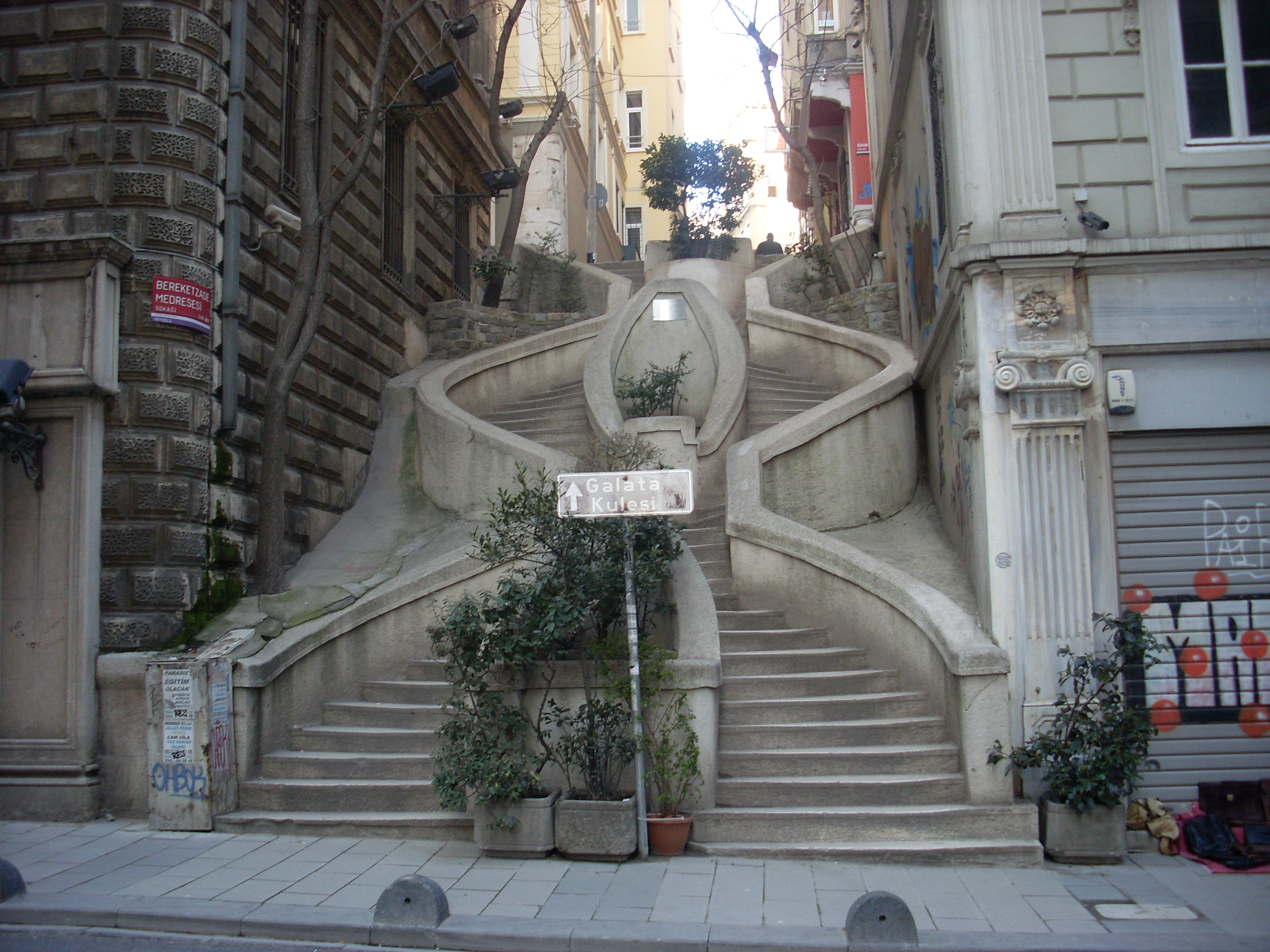
Die Camondo-Treppen im Jugendstil, Istanbul

## Geschichte
Die Familie Camondo wurde 1492 aus Spanien vertrieben und ließ sich in Venedig nieder. Im 18. Jahrhundert war Abraham Salomon Camondo (1781–1873) (en) in Konstantinopel als Bankier des Osmanischen Reiches tätig. Er und sein Sohn Raphael Salomon Camondo (1810–1866) gründeten und bauten ein Bankennetzwerk auf.

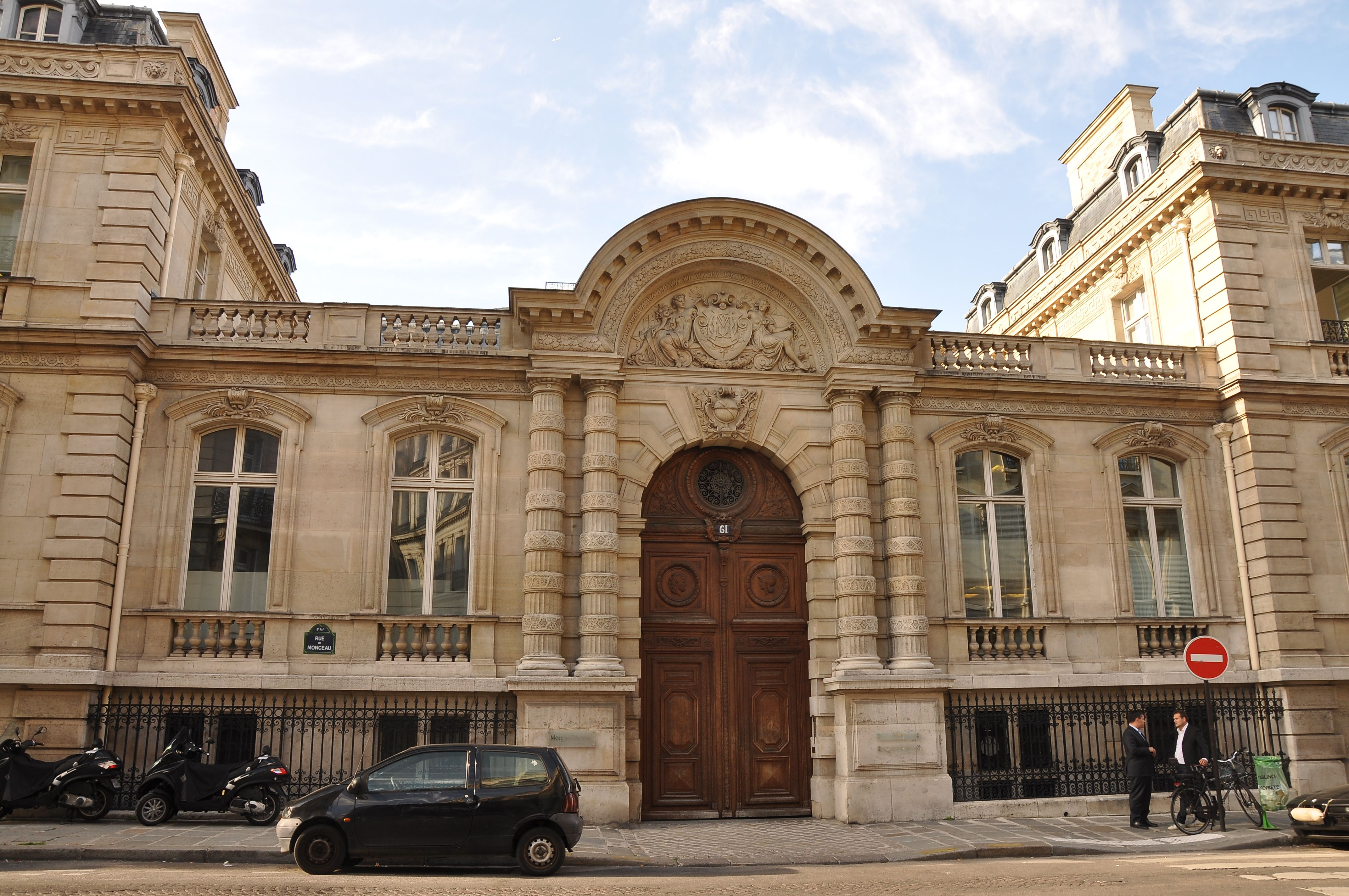
Hôtel (Isaac) de Camondo, Rue de Monceau 61

Gegen Ende des Zweiten Kaiserreichs beschlossen die beiden Enkel von Abraham Salomon Camondo, Abraham Behor de Camondo (1829–1889) (tr) und Nissim de Camondo (1830–1889) (tr), eine Niederlassung in Frankreich zu eröffnen, und zwar in Paris, wo sie sich auf zwei benachbarten Grundstücken in der Rue de Monceau 61 und 63 zwei Hôtels particuliers bauen ließen. Sie waren der Ansicht, dass sich die Entwicklung der Wirtschaftswelt in Europa abspielen würde, in Berlin, London oder Paris, und ließen sich in Paris nieder, nachdem sie in Italien das Risorgimento unterstützt hatten. 1867 erhielt Abraham Salomon Camondo von Viktor Emanuel II., dem König von Italien, als Dank für seine Hilfe den Titel eines erblichen Grafen, Nissim drei Jahre später. Die beiden Brüder starben im selben Jahr in Paris und hinterließen jeweils einen Sohn.

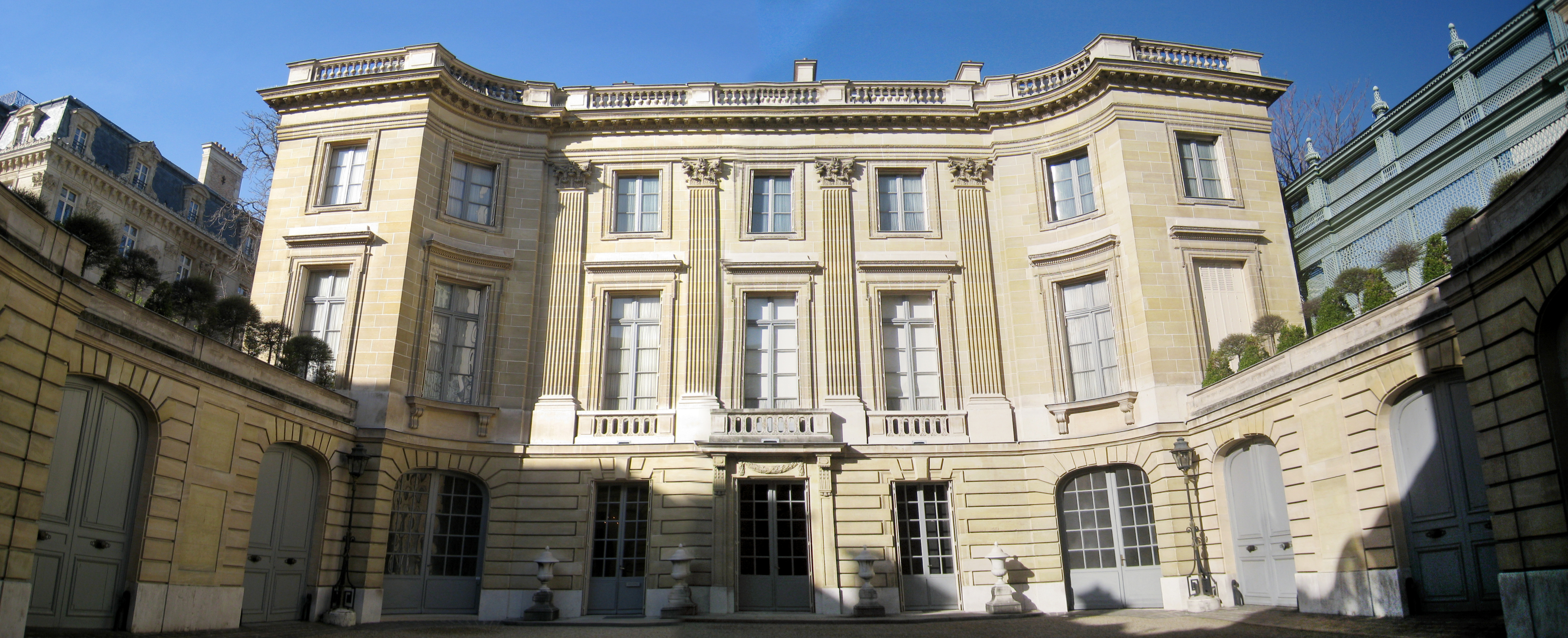
Hôtel Moïse de Camondo, heute Musée Nissim-de-Camondo, Rue de Monceau 63

Diese Söhne, die Vettern Isaac und Moïse de Camondo, verwalteten vor allem ihr Vermögen, waren aber nicht sehr an Bankgeschäften interessiert. Stattdessen waren sie, ganz im Sinne der Familientradition, bedeutende Sammler und Kunstliebhaber. Isaac machte mehrere Schenkungen und hinterließ bei seinem Tod 1911 seine Sammlung moderner Malerei, die unter anderem vierzehn Monets, fünf Cézannes und zwölf Degas umfasste, dem Musée du Louvre (seit der Eröffnung des Musée d’Orsay 1986 hängen sie dort), obwohl ihm das Musée du Louvre als Ausländer den Sitz in seiner Einkaufskommission verweigert hatte. Moïse, einer der größten Liebhaber französischer Möbel und dekorativer Kunst des 18. Jahrhunderts aus dem späten 19. Jahrhundert, baute eine bemerkenswerte Sammlung auf und gründete das Museum Nissim de Camondo in Paris zum Gedenken an seinen Sohn, der 1917 im Alter von 25 Jahren im Krieg gefallen war. Er vermachte dem Staat die Vermögenswerte, die diesem hätten zufallen sollen, d. h. das Hôtel particulier in der Rue de Monceau 63 und seine Sammlungen – unter der Bedingung, dass das Museum den Namen seines Sohnes Nissim trägt und sein Andenken ehrt, indem er die dort aufgestellten Fotografien nicht verschiebt, Bedingungen die bis heute eingehalten werden.
Béatrice de Camondo, die Tochter von Moïse (und Schwester von Nissim) wurde während des Zweiten Weltkriegs mit ihrem Mann Léon Reinach und ihren beiden Kindern deportiert. Sie wurden 1944/45 im KZ Auschwitz ermordet.
Diese Bankiersfamilie ist heute ausgestorben, da die beiden nicht anerkannten natürlichen Söhne von Isaac 1978 und 1980 starben, ebenso wie die Nachkommen von Moïse de Camondo. Es gibt allerdings noch Nachkommen von Isaac Camondo, dem älteren Bruder von Abraham Salomon und Gründer der Bank.

## Stammliste
1. Abraham ben Haïm Camondo; ⚭ Rachel Regina geb. Camondo
  1. Salomon Camondo (um 1775–1857) ⚭ NN
    1. Rachelina Camondo; ⚭ Moritz Goldberger

  2. Esdra Camondo (um 1776 Istanbul – 1852 Wien)
  3. Isaac Camondo (um 1778 Istanbul – 1831 Wien), gründete 1802 die Bank Camondo in Istanbul; ⚭ Franziska Engel (1782 Wien – 1856 Wien) – 5 Kindern (Wiener Linie)
  4. Abraham Salomon Camondo (1781 Istanbul – 1873 Paris), 1832 Leiter der Bank, 1867 Conte de Camondo; ⚭ Clara Lévy (1791 – 1866 Istanbul)
    1. Raphaël Salomon Camondo (1810 Istanbul – 1866 Istanbul), Bankier; ⚭ Esther Fanny Fua (1814 Istanbul – 1880 Paris)
      1. Abraham Behor de Camondo (1829 Istanbul – 1889 Paris); ⚭ 1847 Istanbul Regina Baruch (1833 Istanbul – 1905 Paris)
        1. Clarisse de Camondo (1848 Istanbul – 1917 Paris); ⚭ 1867 Istanbul Leon Alfassa (1849 Adrianopel – 1920 Paris), Bankier
        2. Isaac de Camondo (1851 Istanbul – 1911 Paris), Bankier
          1. (unehelich, Mutter: Lucie Bertrand, * 1866 Dinant) Jean Bertrand (1902–1980)
          2. (unehelich, Mutter: Lucie Bertrand, * 1866 Dinant) Paul Bertrand (1903–1978)

      2. Nissim de Camondo (1830 Istanbul – 1889 Paris), Bankier, Comte de Camondo; ⚭ 1855 Istanbul Elise Fernandez (1840 Thessaloniki – 1910 Paris)
        1. Moïse de Camondo (1860 Istanbul – 1935 Paris) Comte de Camondo, Bankier; ⚭ 1891 Irène Cahen d'Anvers (1872 Bougival – 1963 Paris)
          1. Nissim de Camondo (1892 Boulogne-Billancourt – 1917 Lothringen)
          2. Béatrice de Camondo (1894 Paris – 1945 KZ Auschwitz); ⚭ 1919 Léon Reinach (1893 Paris – 1944 KZ Auschwitz), Sohn von Théodore Reinach
            1. Fanny Reinach (1920 Paris – 1943 KZ Auschwitz)
            2. Bertrand Reinach (1923 Paris – 1944 KZ Auschwitz)

      3. Rebecca de Camondo (1833 Istanbul – 1863 Nizza); ⚭ 1850 Michel Halfon (1829 Kronstadt – 1890 Paris), Bankier
        1. Regina Halfon (1851–1922); ⚭ 1870 Isaac Hillel-Manoach (1848–1881)
          1. Emmanuel (Manolo) Hillel-Manoach (1871–1951); ⚭ 1918 Georgette Andrée Clément (1882–1952), Malerin
            1. Jacques Hillel-Manoach (1919–2014), Arzt; ⚭ 1946 Jeanne Simoni (1921–2002), Rechtsanwältin
              1. Sohn
              2. Stéphane Hillel-Manoach (1955), Schauspieler und  Regisseur

          2. Robert Hillel-Manoach (1875–1935)
          3. Irène Hillel-Manoach (1878–1920); ⚭ 1902 Camille Erlanger (1863–1919), Komponist
            1. Philippe Erlanger (1903–1987), Historiker

        2. 1 Sohn, 2 Töchter (Nachkommen)

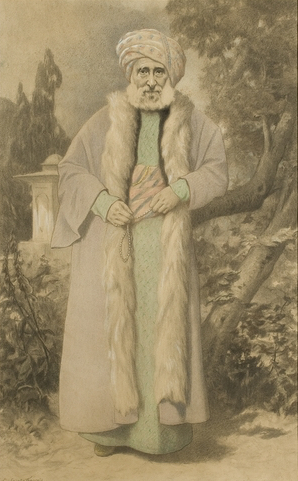
Abraham Salomon Camondo
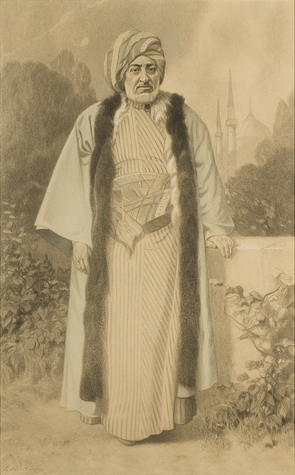
Salomon Raphaël Camondo
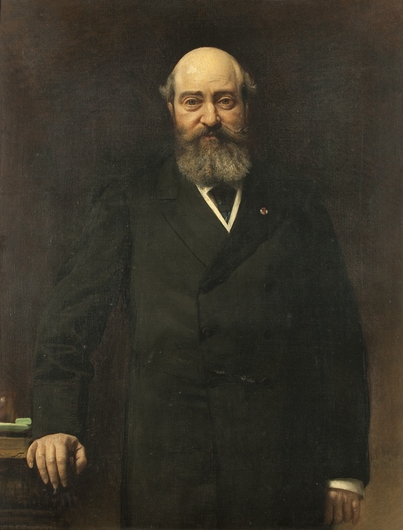
Abraham Behor de Camondo
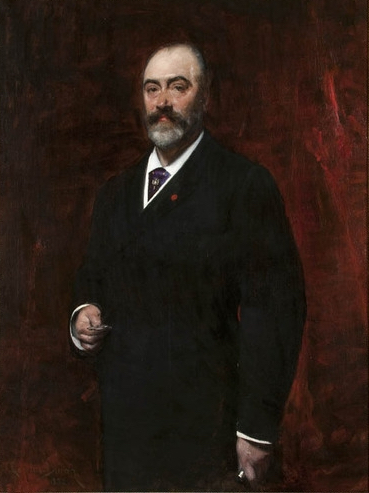
Nissim de Camondo
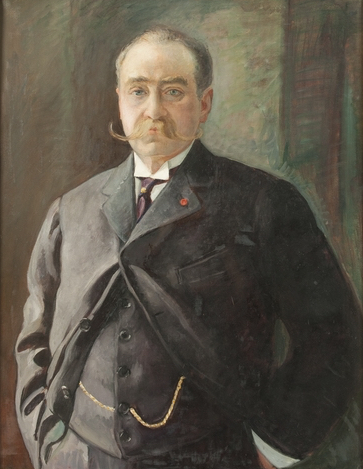
Isaac de Camondo
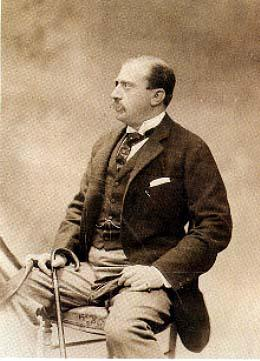
Moïse de Camondo
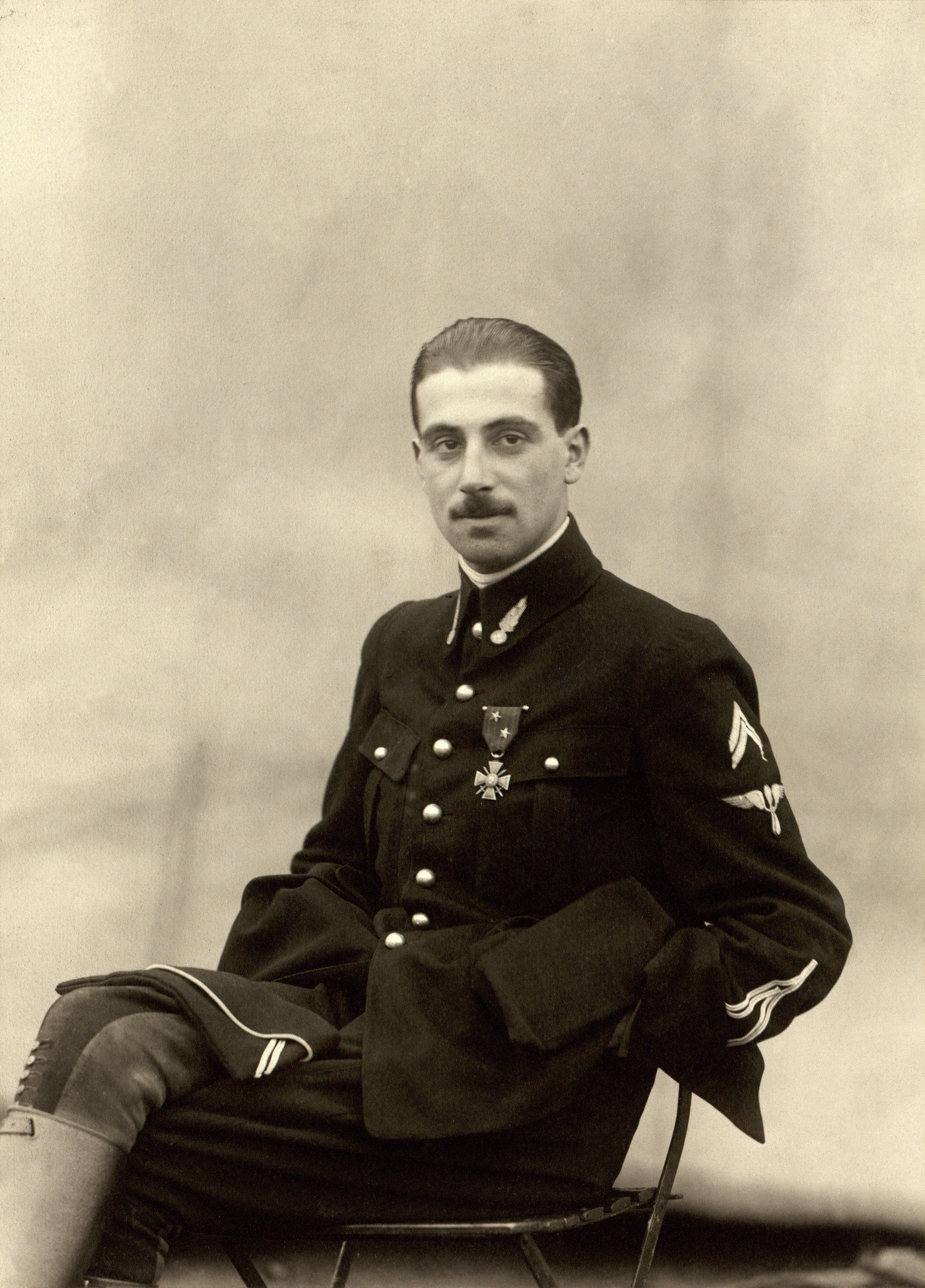
Nissim de Camondo
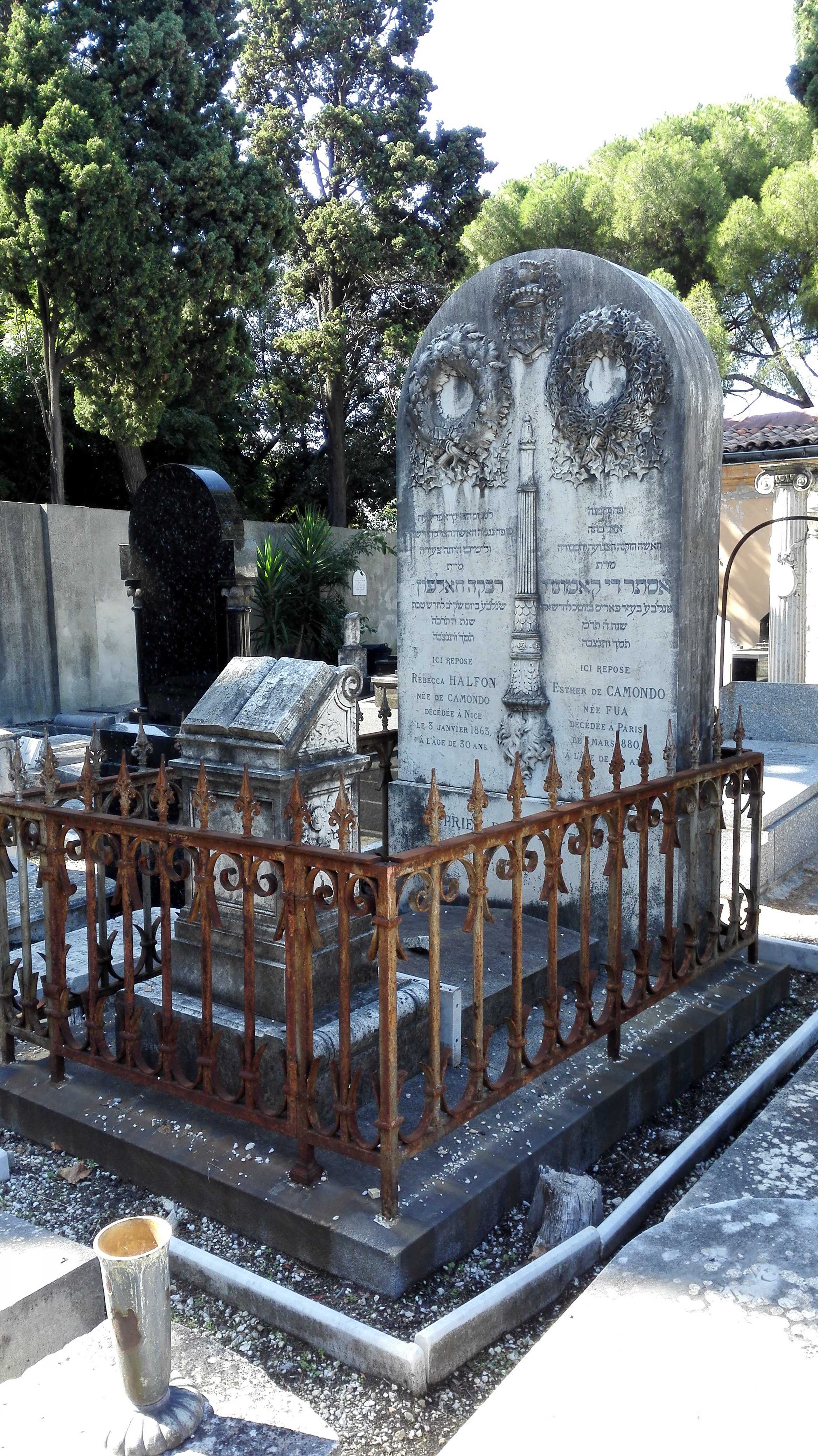
Grabstätte von Rebecca Halfon und Esther de Camondo, Cimetière du Château, Nizza